# Peter Macon
Peter Macon är en amerikansk skådespelare.
Macon har bland annat medverkat i TV-serien The Orville. Han har även medverkat i filmerna Shelter in Solitude och Kingdom of the Planet of the Apes.

## Filmografi (i urval)
- 2017–2022 – The Orville (TV-serie)
- 2023 – Shelter in Solitude
- 2024 – Kingdom of the Planet of the Apes